# Phaonia latimargina
Phaonia latimargina este o specie de muște din genul Phaonia, familia Muscidae, descrisă de Fang și Fan în anul 1988. Conform Catalogue of Life specia Phaonia latimargina nu are subspecii cunoscute.